# Gran Premio Città di Camaiore 2014
Il Gran Premio Città di Camaiore 2014, sessantacinquesima edizione della corsa e valida come evento dell'UCI Europe Tour 2014 categoria 1.1, si corse il 5 marzo 2014 su un percorso di 186 km. Fu vinto dall'italiano Diego Ulissi che giunse al traguardo con il tempo di 4h18'37", alla media di 43,15 km/h.
Furono 130 ciclisti che completarono la gara.

## Squadre partecipanti
| N.      | Cod. | Squadra                      |
| ------- | ---- | ---------------------------- |
| 1-8     | CAN  | Cannondale                   |
| 11-18   | ALM  | AG2R La Mondiale             |
| 21-28   | TFR  | Trek Factory Racing          |
| 31-38   | AST  | Astana Pro Team              |
| 41-48   | LAM  | Lampre-Merida                |
| 51-58   | MOV  | Movistar Team                |
| 61-68   | OGE  | Orica-GreenEDGE              |
| 71-78   | KAT  | Katusha Team                 |
| 81-88   | SKY  | Team Sky                     |
| 91-98   | RVL  | RusVelo                      |
| 101-108 | AND  | Androni Giocattoli-Venezuela |

| N.      | Cod. | Squadra                         |
| ------- | ---- | ------------------------------- |
| 111-118 | BAR  | Bardiani-CSF                    |
| 121-128 | COL  | Colombia                        |
| 131-138 | YEL  | Yellow Fluo                     |
| 141-148 | MTN  | MTN-Qhubeka                     |
| 151-158 | UHC  | UnitedHealthcare Pro Cycling T. |
| 161-168 | WGG  | Wanty-Groupe Gobert             |
| 171-178 | IAM  | IAM Cycling                     |
| 181-188 | CJR  | Caja Rural-Seguros RGA          |
| 191-198 | AZT  | Area Zero Pro Team              |
| 201-208 | MAE  | Marchiol-Emisfero               |
| 211-218 | MGK  | MG.KVis-Trevigiani              |

## Ordine d'arrivo (Top 10)
| Pos. | Corridore         | Squadra       | Tempo    |
| ---- | ----------------- | ------------- | -------- |
| 1    | Diego Ulissi      | Lampre-Merida | 4h18'37" |
| 2    | Matteo Montaguti  | AG2R La Mond. | s.t.     |
| 3    | Julián Arredondo  | Trek Factory  | s.t.     |
| 4    | Simon Clarke      | Orica-GreenE. | s.t.     |
| 5    | Sonny Colbrelli   | Bardiani-CSF  | a 3"     |
| 6    | Fabio Felline     | Trek Factory  | s.t.     |
| 7    | Jens Keukeleire   | Orica-GreenE. | s.t.     |
| 8    | Salvatore Puccio  | Team Sky      | s.t.     |
| 9    | Mauro Finetto     | Yellow Fluo   | s.t.     |
| 10   | Francesco Gavazzi | Astana        | s.t.     |